# Tirol-KTM
Tirol KTM Cycling Team (код UCI: TIR) — австрийская велокоманда, основанная в 2007 году в федеральной земле Тироль. Имеет континентальную лицензию, участвует преимущественно в гонках Европейского тура UCI.

## История
Команда была основана в 2007 году под названием Tyrol-Team Radland Tirol — генеральным спонсором выступила администрация федеральной земли Тироль, состав был сформирован в основном из молодых тирольских гонщиков. Получив континентальную лицензию, в 2008 году команда благополучно дебютировала в Европейском туре UCI. Со временем в состав стали приглашаться и представители других стран, а с 2019 года в качестве титульного спонсора команду поддерживает крупный австрийский производитель велосипедов KTM.